# Cocheras de Cuatro Caminos
Las Cocheras de Cuatro Caminos fueron las primeras cocheras y talleres del Metro de Madrid. Su construcción se inició en 1917 con la solicitud de licencia y su construcción en 1918, durante las obras de construcción del primer ferrocarril suburbano español siendo, por tanto a su vez, las instalaciones de Metro más antiguas de España y unas de las más antiguas de Europa conservadas, siendo también un importante elemento de Patrimonio industrial de la ciudad de Madrid. El convoy inaugural de la línea 1 salió de estas cocheras el 17 de octubre de 1919. Fueron demolidas entre marzo y junio de 2021, pese a la oposición vecinal y de diversas asociaciones, para la construcción en su solar de nuevas viviendas.

## Historia
El Metro de Madrid surgió por la iniciativa privada de los ingenieros Miguel Otamendi, Carlos Mendoza y Antonio González Echarte, aunque para el diseño de la imagen tanto física como corporativa encomendaron la tarea al conocido arquitecto Antonio Palacios, quien se encargó de diseñar las estaciones y los edificios auxiliares de la compañía. Fue Palacios quien creó una imagen de marca reconocible, comparable a la que Hector Guimard diseñó para el Metro de París u Otto Wagner para el Metro de Viena. Recientemente han sido localizados planos y documentos relativos al proceso de edificación de estas cocheras que rubricó Palacios. Concretamente, son tres los documentos que demuestran la profunda implicación del arquitecto en la ejecución de la obra del Metro. Es él quien solicita el inicio de las obras en 1917, tal y como consta en un libro de registros municipal.
En 1918, licita la construcción de un taller auxiliar de herrería para construir la estructura de las cocheras, fundida por Altos Hornos de Vizcaya. El último de los documentos se produce tres meses después de la inauguración de la línea 1. Para alcanzar el compromiso prometido la compañía, abrió el tramo Cuatro Caminos-Sol sin alcanzar el objetivo inicial de llegar a Progreso (actual Tirso de Molina). No obstante, las obras no pararon en ningún momento, dado que la ampliación hasta Atocha la licitaron ya en 1918. A mayor flujo de trenes, iban a necesitar mayor espacio en los talleres, por lo que en enero de 1920 Antonio Palacios realizaba la solicitud de deslinde (tira de cuerdas) del resto de solar, que obtuvo tras extinguir el Ayuntamiento el antiguo Camino de Aceiteros que atravesaba en diagonal la parcela.   
La autoría de Palacios ha sido discutida y cuestionada en varias ocasiones Según la plataforma Salvemos 4 Caminos, las tesis expuestas por el periodista obedecen a una confusión en la interpretación periodística de documentos urbanísticos de archivo.
Las Cocheras fueron el núcleo tecnológico de la nueva compañía. Se edificaron en terrenos que la empresa compró en el suburbio de Madrid, en el espacio vacío que quedaba entre los límites de la ciudad y una población próxima que era Tetuán de las Victorias, actual distrito de Tetuán. También se creó la avenida de la Reina Victoria, que sería urbanizada por la propia compañía para financiarse.
En verano de 1919 llegaron las carrocerías de los primeros coches, los "Cuatro Caminos", a la Estación del Mediodía (hoy Atocha), y fueron transportados en carros de caballos subiendo por el Paseo del Prado. Los motores venían de Francia y los "bogies" tipo Brill de Estados Unidos. Los coches inaugurales fueron ensamblados y puestos en funcionamiento en las cocheras de Cuatro Caminos y, aunque fueron comprobados con anterioridad, la inauguración oficial con presencia del propio rey Alfonso XIII se produjo el 17 de octubre de 1919.
Las Cocheras fueron ampliándose hacia el sur a medida que crecía la red y por tanto el número de coches almacenados. Tras la última gran ampliación, en los años 1960, comenzó una etapa de abandono progresivo de las instalaciones que llega hasta hoy.

## Ubicación
Las Cocheras de Cuatro Caminos se construyeron en la manzana 56 del Ensanche de Madrid, en las inmediaciones de la Glorieta de Cuatro Caminos, cerca de la estación término de Cuatro Caminos. Esta situación se eligió por su declive natural (que facilitaba la ubicación del túnel de acceso) y por su orientación cardinal (ideal para disponer unas naves en diente de sierra o shed, que buscan captar la luz del Norte por ser esta la más difusa y por tanto la más propicia para iluminar un espacio de trabajo). El trazado del túnel trazaba una curva de 90° antes de desembocar en la playa de maniobras. Esta entrada -pensada para los trenes de la época- impide en la actualidad el acceso a la mayor parte del material móvil de Metro de Madrid a excepción de la serie 2000 fabricada por CAF.
La parcela fue comprada en abril de 1917 por 221.738 pesetas. El primer elemento construido fue la boca del túnel, que inmediatamente pasó a convertirse en uno de los frentes de la obra del Metro. A lo largo del año 1918 la parcela se convirtió en la base logística de la construcción del Metro de Madrid, y se aprovecharon los escombros de la excavación de los túneles para la explanación de la futura playa de vías. Los primeros proyectos están fechados en junio de 1918, y contienen ya en lo esencial los rasgos de la construcción definitiva. El principal condicionante para la disposición de las distintas instalaciones fue el trazado del haz de vías, que obligó a retrasar la nave de talleres respecto a la nave de cocheras.

## Configuración y tipología

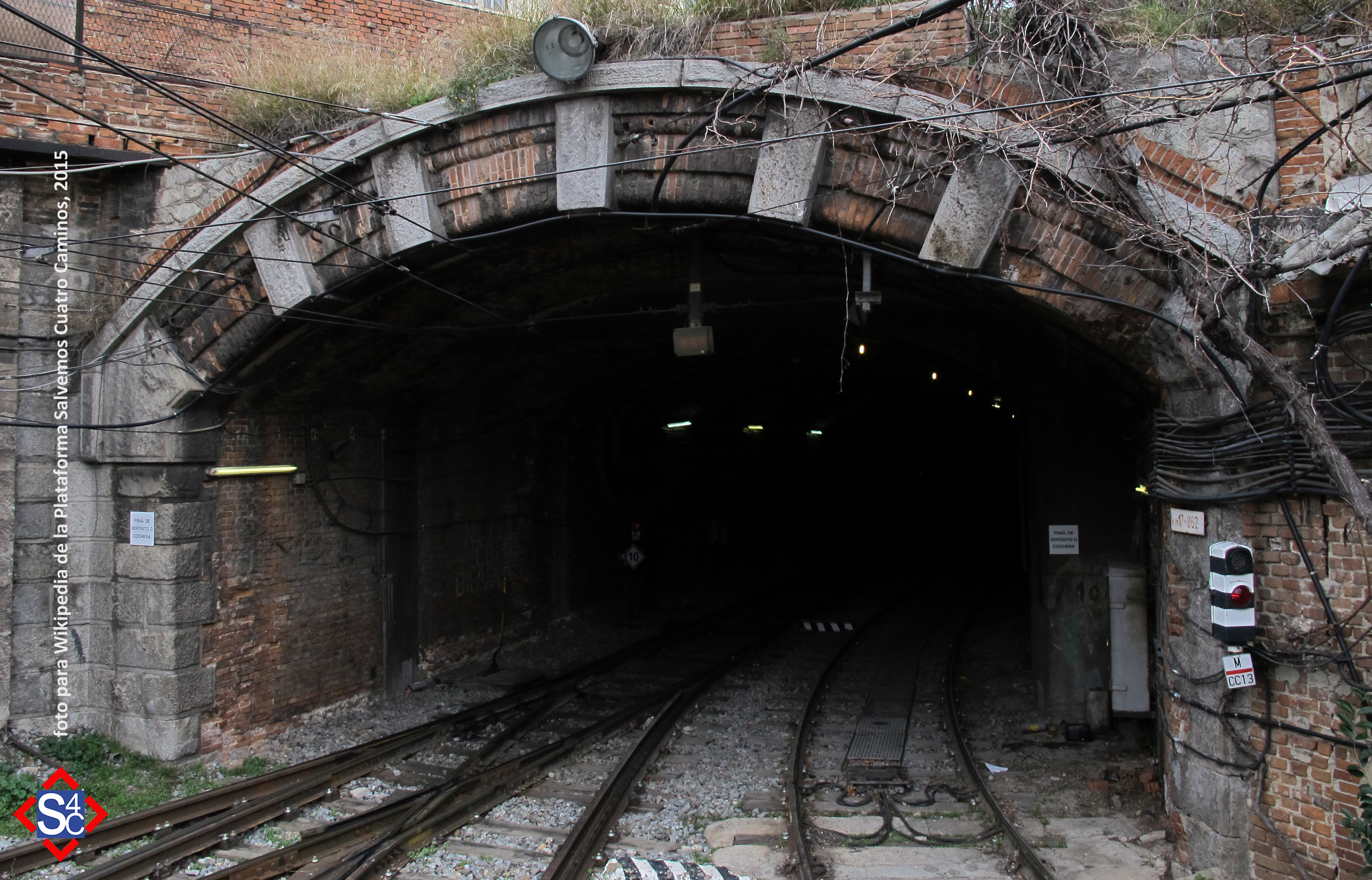
Embocadura del túnel de Cocheras a la línea 1, diseñado por Antonio Palacios.

Las Cocheras de Cuatro Caminos son las primeras que se levantan para un sistema de ferrocarril suburbano en España, y fueron por tanto un pequeño banco de experimentos para evaluar las ventajas de los sistemas constructivos empleados que luego la compañía de Metro usaría con posterioridad.
En primer lugar se hallan en un desnivel de cerca de cinco metros respecto de la avenida de la Reina Victoria para quedar posicionadas a la altura de la línea de metro. Desde la red se deriva un túnel en curva pronunciada que sale al exterior por una bella embocadura diseñada por Antonio Palacios, que formaba parte de un acceso monumental a través de una escalinata tendida sobre un arco rampante de elegantes proporciones, hoy desaparecida, y que fue el acceso principal en origen.
Para las Cocheras se eligió un sistema estructural de pilares de hierro y vigas en celosía "tipo Pratt" para cubrir veinte metros de luz del espacio de depósito de trenes en sendas naves paralelas. La cubierta se configuraba en dientes de sierra orientados a norte, permitiendo así la iluminación cenital del interior sin radiación solar, manteniendo una temperatura de luz constante. Las cocheras de Cuatro Caminos repiten modelos norteamericanos como la 240th Street Yard del Metro de Nueva York.

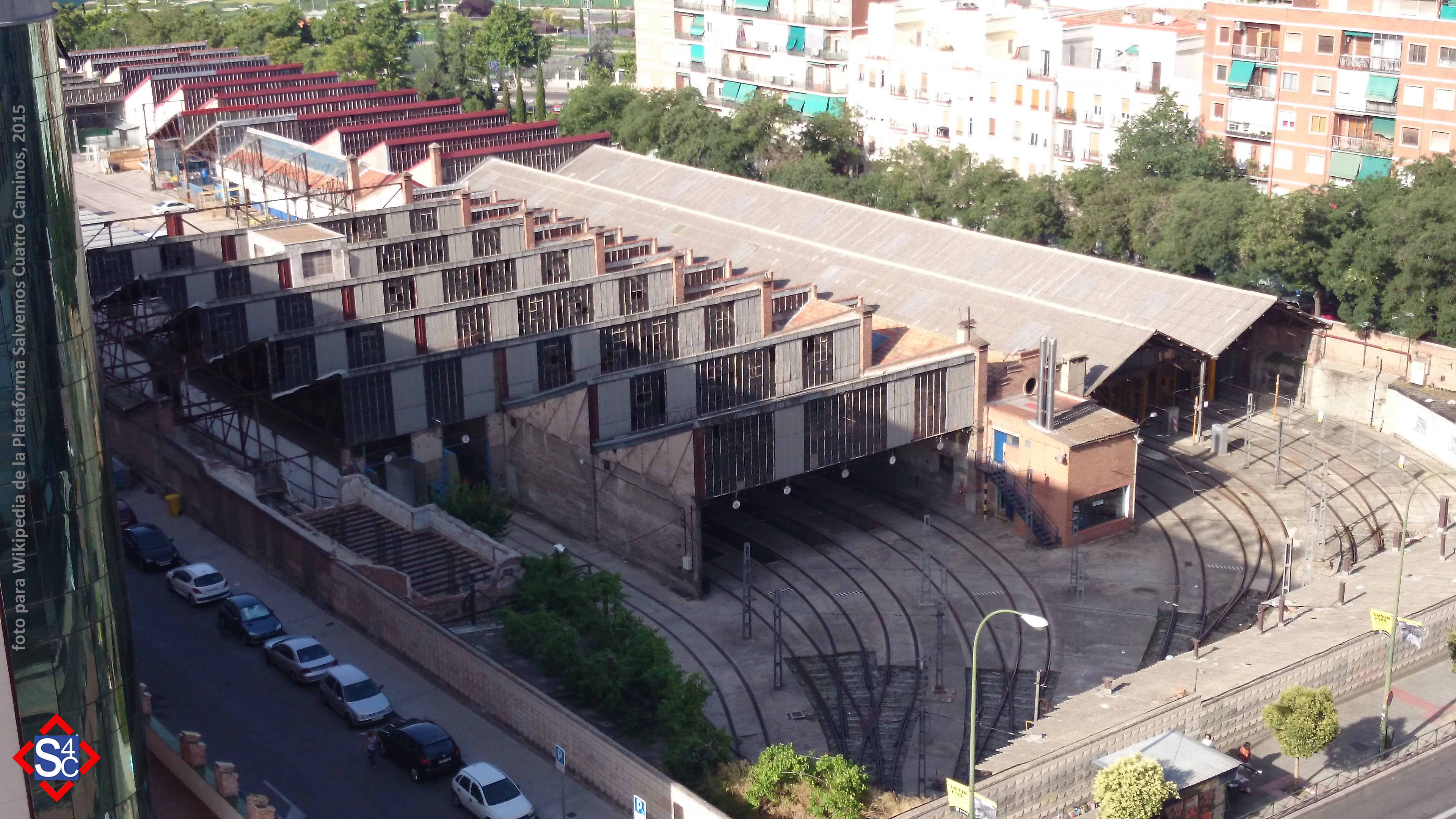
Vista de cómo eran las Cocheras en el año 2015.

Este sistema de dientes de sierra, ampliamente utilizado en el sector industrial para fábricas y talleres, sin embargo fue poco utilizado en las cocheras ferroviarias y de suburbanos en toda Europa, no así en Estados Unidos, donde se prefería en todo caso esta tipología frente a la cubierta corriente a dos aguas.
La Compañía Metropolitana en Madrid optó por la solución dientes de sierra, y aunque en una ampliación hacia el oeste se empleó cubierta a dos aguas en dos naves gemelas con pequeños tragaluces, se decantó por seguir usando dientes de sierra en el resto de cocheras.
Nueva York fue uno de los referentes para el Metro de Madrid. Los socios fundadores Miguel Otamendi y Antonio González Echarte asistieron a la inauguración del Metro de Nueva York el 27 de octubre de 1904. La influencia norteamericana es patente en numerosos elementos del Metro de Madrid como el diseño del perfil de los coches o la cubrición de los vestíbulos de las estaciones con bóveda tabicada (patentadas por Rafael Guastavino Moreno). A la hora de diseñar sus cocheras la Compañía siguió el modelo de las instalaciones neoyorkinas de la Manhattan Railway Company y la Interborough Rapid Transit Company.

## Elementos
Aunque los planos conservados de las Cocheras están firmados por los ingenieros Miguel Otamendi, Alejandro San Román y José Valentí de Dorda, aparecen varios documentos firmados por el arquitecto oficial de la Compañía, Antonio Palacios. Es de suponer también la implicación de los ingenieros ferroviarios José M. Zapata y Manuel Véglison en el diseño del programa funcional y del layout de las instalaciones. Su carácter industrial se refleja tanto en los materiales de construcción elegidos (ladrillo de tejar, habitual en la arquitectura industrial de la época) como en la presencia de elementos de carácter ingenieril y vanguardista, como las esbeltas cerchas metálicas, las ventanas abatibles o el diseño del puente grúa.
Según la Dirección General de Patrimonio Cultural de la Comunidad de Madrid, el encargado de firmar el proyecto de las Cocheras sería José Valentí y Dordá, participando en segundo lugar Alejandro San Román, como ingenieros de caminos. Sin embargo, la autoría de Palacios como arquitecto diseñador del conjunto se demostraría en el propio diseño de los elementos que la componen y en multitud de detalles.

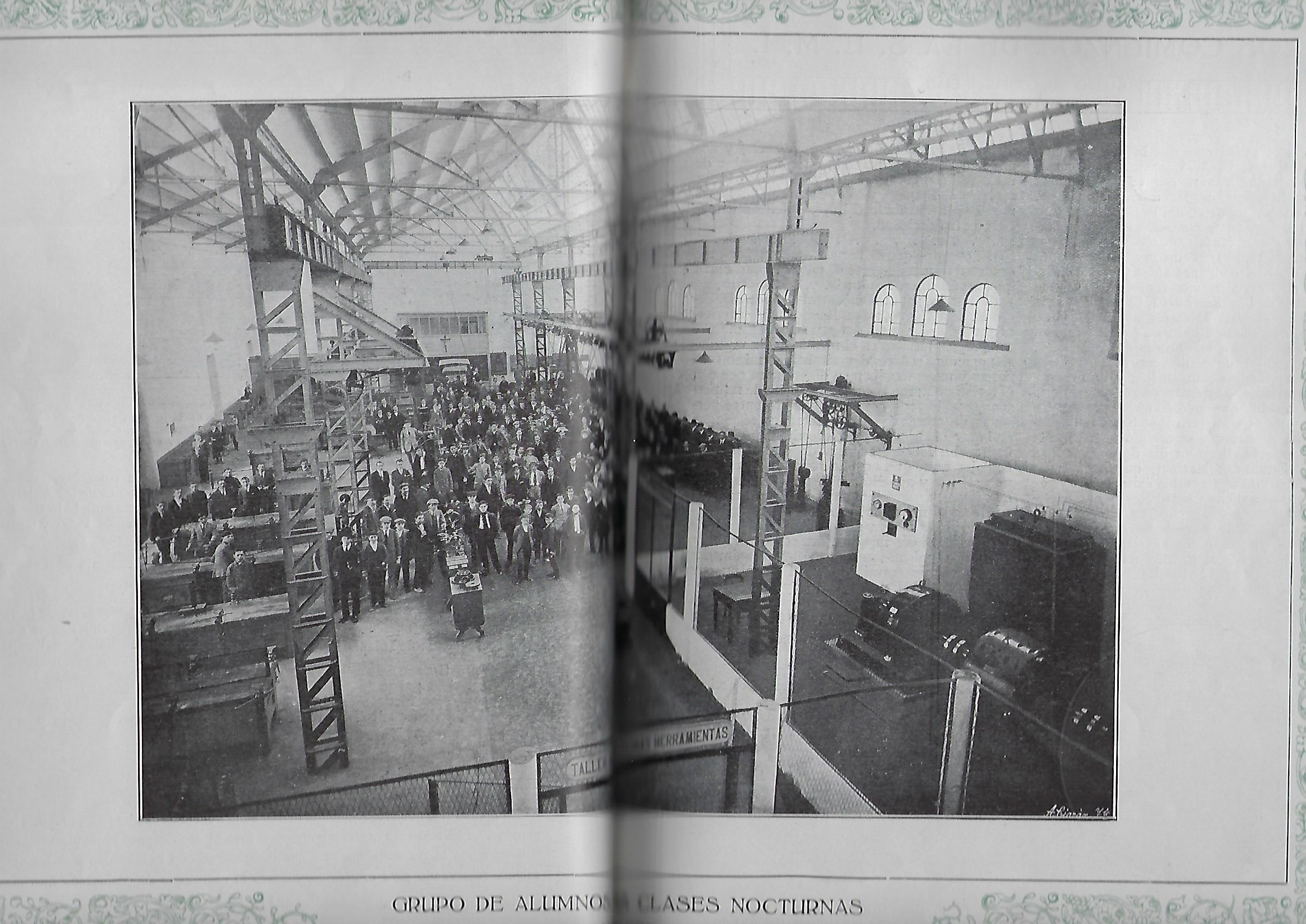
Vista de la sala de talleres del I.C.A.I., diseñado por Antonio Palacios en 1911

Antonio Palacios era hijo de un constructor de ferrocarriles y Obras Públicas, por lo que el mundo de la ingeniería le fue muy cercano. Sus primeras obras fueron proyectos de puentes en colaboración con el ingeniero de caminos Vicente Machimbarrena, primo de los Otamendi. Recientes estudios están descubriendo obras inéditas de Antonio Palacios de carácter industrial, muy alejadas del concepto monumentalista que hasta ahora se tenía de su producción, y que muestran una faceta mucho más ingenieril del gran arquitecto de Porriño. 
Concretamente, los talleres ferroviarios Grasset en 1904, una fábrica de abonos y fosfatos construida en varias etapas entre 1905 y 1915 y otra de explosivos entre 1907 y 1913, además de los consabidos talleres del I.C.A.I. en Alberto Aguilera, en 1911, con una estructura muy semejante a las Cocheras de Cuatro Caminos. Con estas obras, claros antecedentes de los diseños para el Metropolitano Alfonso XIII, se comprende mucho mejor su trayectoria como constructor de estructuras. La perfilería metálica, sería junto a la fábrica de cantería, su combinación estructural preferida.

### Boca del túnel
La boca del túnel es el elemento más destacable del conjunto. Se concibió como una entrada monumental a las cocheras, con una escalinata que lo conectaba con el paseo de Ronda. Fue también el primer elemento en construirse, puesto que habría de ser uno de los frentes de avance de la obra del Metro. El diseño del arquitecto Antonio Palacios combinaba la sillería de granito con el ladrillo en un juego de alternancia cromática presente en numerosas obras como los Talleres del ICAI, la Casa Bugallal o la Central Térmica de Pacífico. El primer proyecto incluía un escudo de cerámica con las armas de la ciudad de Madrid coronando el pretil del túnel, que fue abandonado en el diseño finalmente ejecutado.     
Habría tenido influencia en el diseño de la boca del túnel de las cocheras de Ventas. La boca del túnel ferroviario Chamartín-Atocha (el túnel de la Risa) es una réplica casi exacta del diseño de Cuatro Caminos.

### Naves de talleres y cocheras
Forman las "cocheras" propiamente dichas. Se componen de una ligera estructura metálica apoyada en dos muros perimetrales de fábrica de ladrillo de tejar. La cubierta se articula por la repetición de un módulo de viga-lucernario de tipo Pratt en diente de sierra o shed, que buscan captar la luz septentrional. Se componen de dos naves yuxtapuestas de unos 20 metros de luz cada una y separadas por una línea de soportes. En estas naves se terminaron de montar los coches inaugurales de la serie "Cuatro Caminos" del ferrocarril metropolitano.,  
La nave de talleres se encuentra situada en el costado oriental del edificio, junto a la calle de Esquilache y originalmente se componía de cuatro módulos de cubierta, con una longitud inicial de 40 metros. En su interior alberga un puente grúa, así como la maquinaria necesaria para la reparación y mantenimiento de los trenes. Contaba con varios ventanas abiertas a la calle de Esquilache, que permitían contemplar desde la calle las actividades que se desarrollaban en su interior. La nave de cocheras está adelantada dos módulos con respecto a la nave de talleres, dejando así a la vista su estructura metálica. Su longitud original era de 6 módulos de cubierta o 60 metros, la longitud de un tren de la época.   

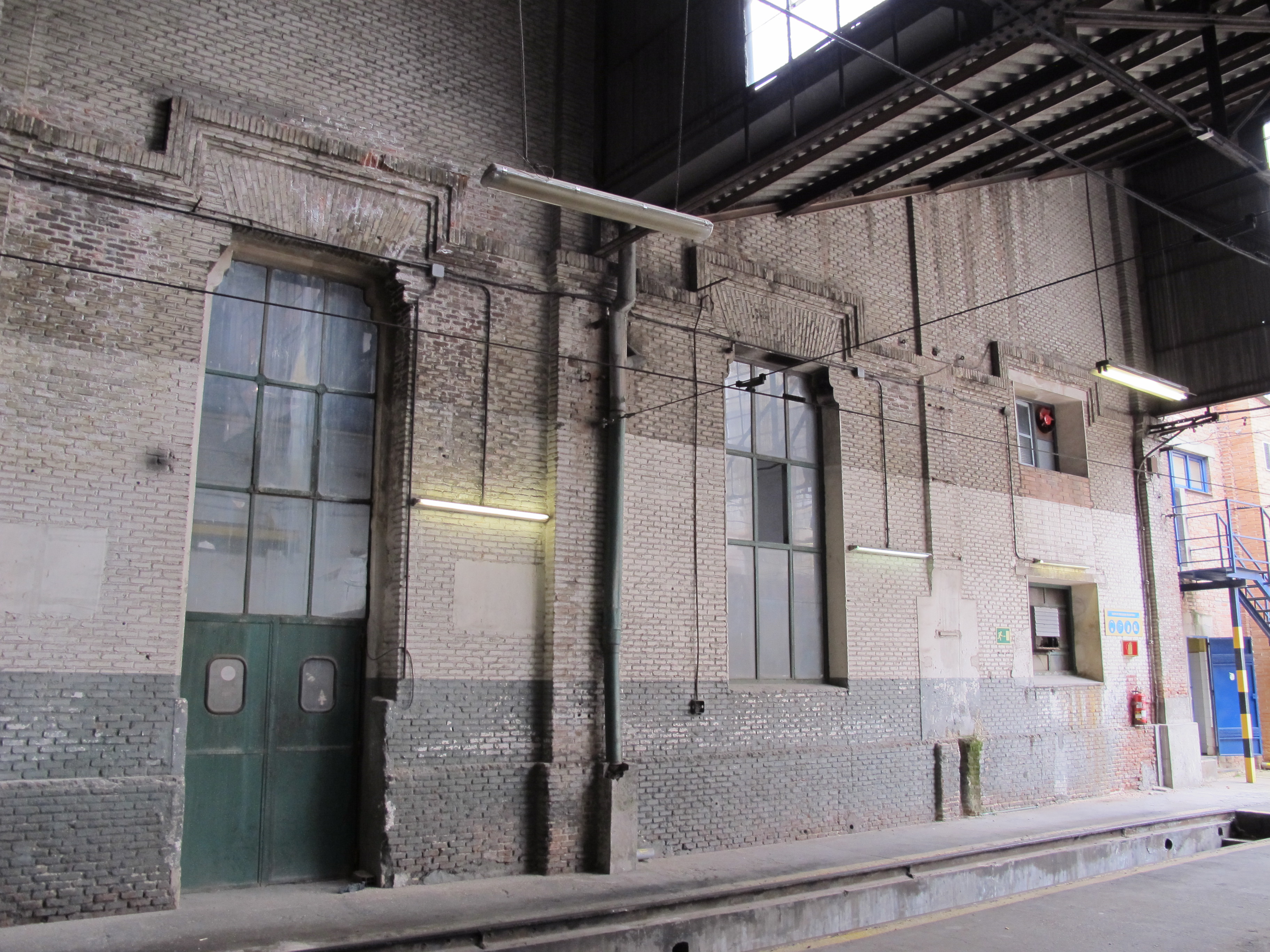
Nave de Oficios, 2015

Apenas inauguradas, las cocheras sufrieron una primera ampliación en profundidad de dos módulos, que se vería continuada por sucesivas ampliaciones en los años 30, 40 y 60. Estas extensiones mantuvieron el módulo estructural original, actualizando algunos detalles como el diseño de las cerchas o el tipo de uniones, que pasaron de ser roblonadas a soldadas.   

### Nave de oficios
Este cuerpo de fábrica de ladrillo cerraba originalmente el costado oeste del conjunto. Albergaba dependencias auxiliares como almacenes y la sala de conductores y las secciones de carpintería, forja, cerrajería y ajuste. Originalmente contaba con una cubierta a dos aguas, que en los años 30 se sustituyó por una cubierta en dientes de sierra. En el diseño de los vanos y en la articulación de la fábrica de ladrillo se manifestaría la mano del arquitecto Antonio Palacios, que repetiría temas formales y constructivos de obras anteriores como el Hospital de Maudes.

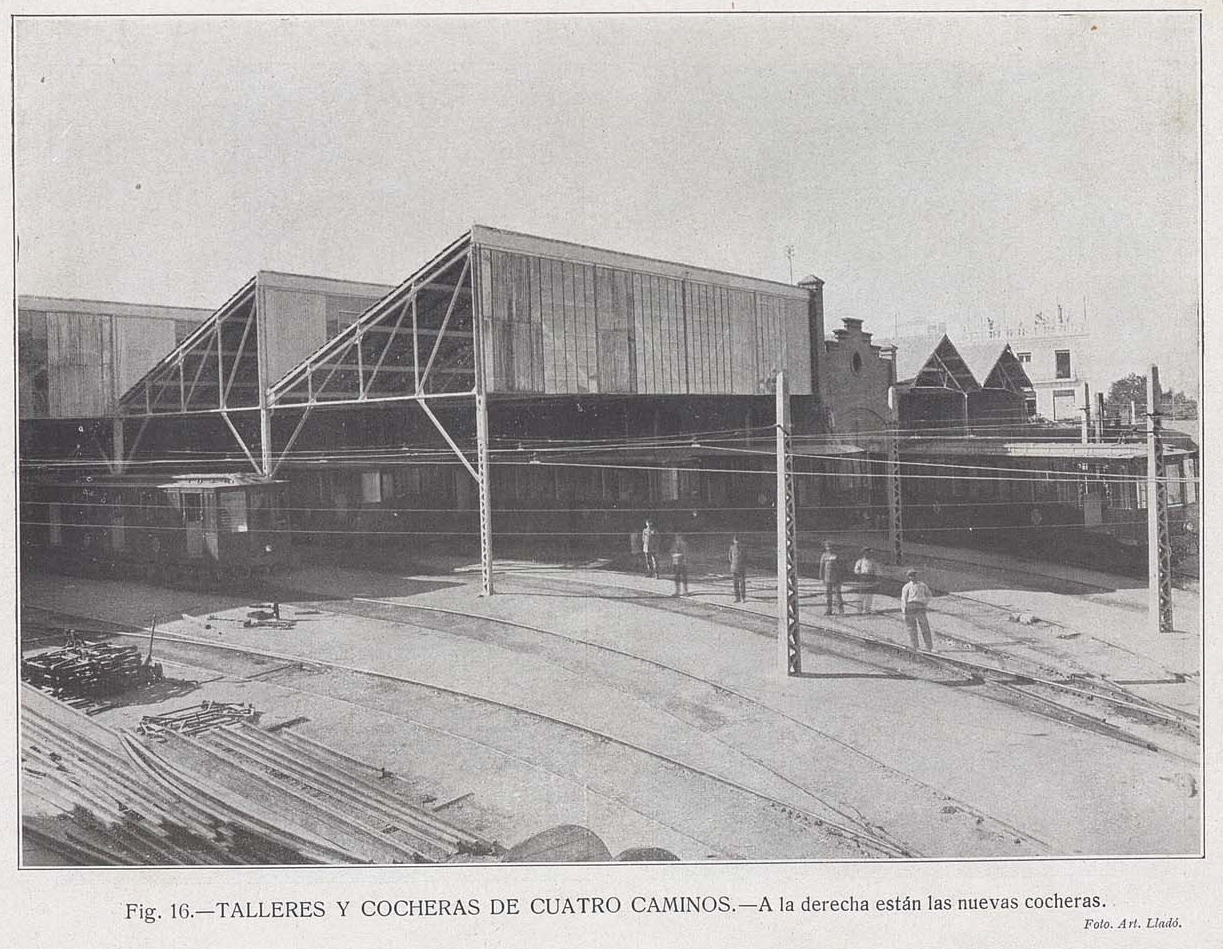
Naves Gemelas, 1921

### Naves gemelas
Paralelamente a la inauguración del tramo Sol-Atocha de la Línea 1 de Metro, en 1921 se ejecutó la segunda ampliación del conjunto. Esta ampliación consistió en una extensión lateral mediante dos naves de cubierta a dos aguas y cercha Polonceau. La elección de esta solución constructiva obedeció a la necesidad de resolver el encuentro entre el costado oeste de la nave de oficios y el muro de perimetral de la calle Marqués de Lema. En los fosos de inspección se empleó una el hormigón armado. Su destino era servir como cochera para los vehículos necesarios para la extensión del servicio ferroviario. 

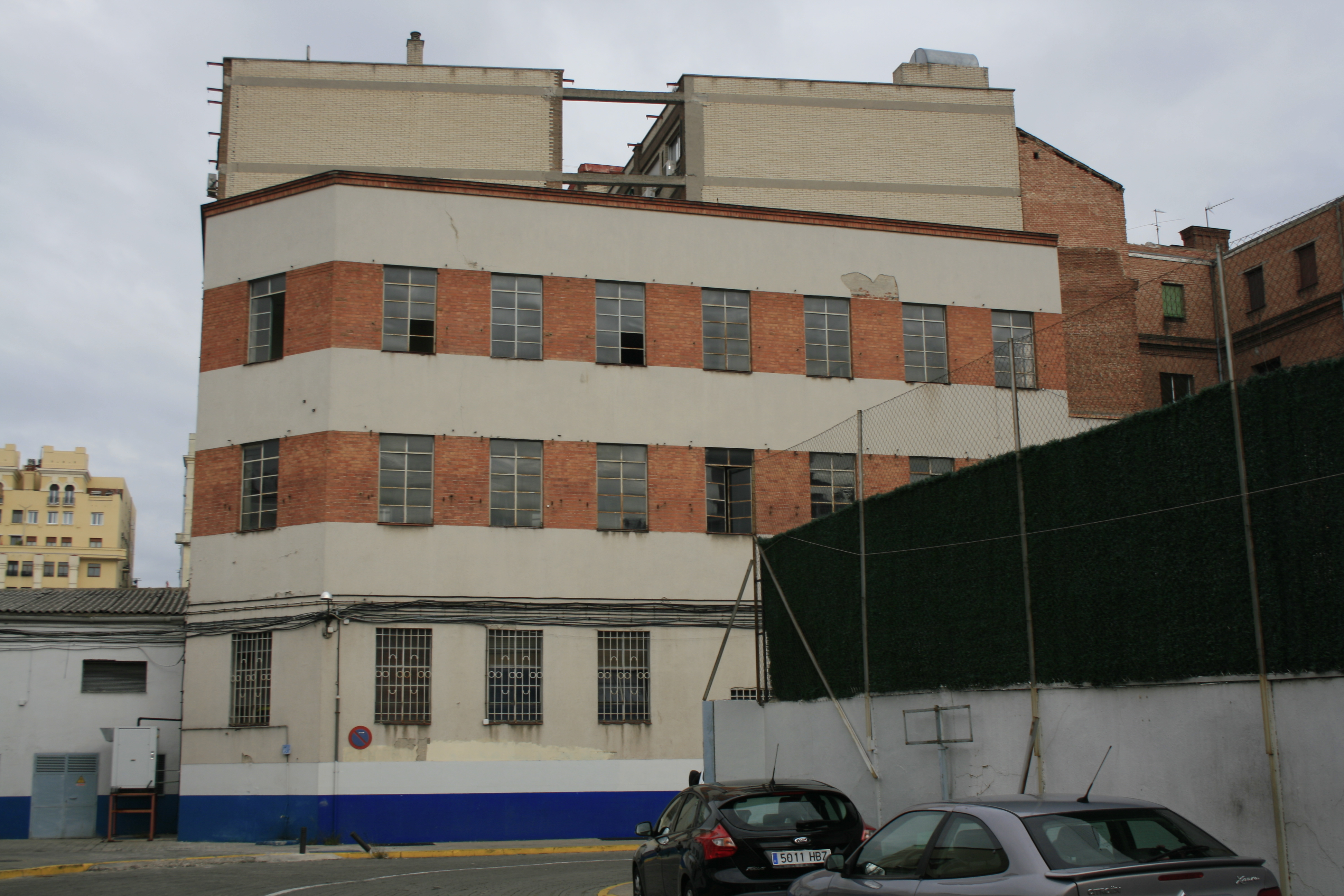
Edificio de Almacenes

### Edificio de almacenes
En los años 30 el conjunto de Cuatro Caminos crece en dirección sur mediante la adquisición de nuevos terrenos. En la calle Esquilache esquina con Virgen de Nieva se proyecta en 1933 este singular edificio destinado a Almacenes de la Compañía. Su diseño manifiesta una estética racionalista, en línea con la corriente dominante del momento.

### Edificio Tuduri

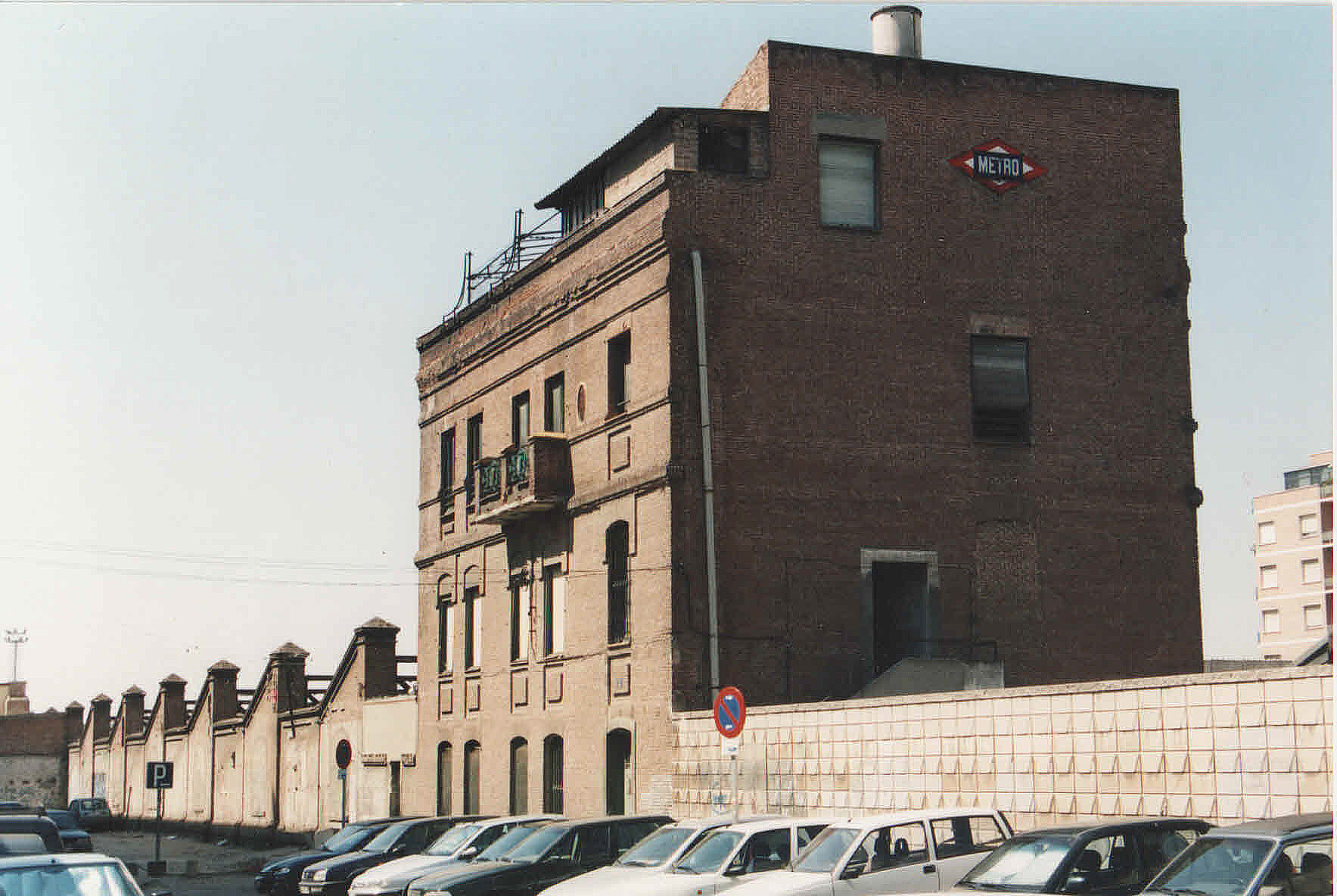
Edificio Tuduri

Con el objeto de albergar oficinas y viviendas de Metro, se construyó un edificio en el lateral de las Cocheras con fachada a la calle de Esquilache frente al desaparecido Mercado de San Antón. Las rejerías de los balcones serían similares a las empleadas por Antonio Palacios en la Casa Palazuelo.   
En este edificio vivió durante mucho tiempo uno de los ingenieros de Metro, el también futbolista Andrés Tuduri, y quizás por su fama de jugador del Atlético de Madrid, el edificio acabó siendo popularmente conocido como "Edificio Tuduri". En la planta de acceso existió una conocida peluquería para trabajadores de metro. Todos los objetos de la peluquería fueron recogidos por Metro para un futuro Museo. Tras años de deterioro y falta de mantenimiento, a finales de 2010 se derribó casi por completo con licencia por ruina física inminente, quedando solo la parte de fachada correspondiente a la planta baja por la calle Esquilache y las fachadas de una planta más abajo dando hacia la playa de vías de las Cocheras.3

### Sede social de Metro
Antonio Palacios todavía firma una ampliación del conjunto en 1940, en que la compañía se propone centralizar en Cuatro Caminos su sede, con un edificio institucional antepuesto a las naves sobre la playa de vías y con fachada a la avenida. El edificio se adaptaba al espacio existente para conservar todo el conjunto. Su cálculo estructural correspondió al famoso ingeniero Eduardo Torroja, sin embargo, la crisis económica de posguerra en España, retrasaron la construcción de este edificio que finalmente no se concluiría, aunque sí se comenzó.

## Derribo
Debido a una acumulación del endeudamiento producido en los últimos años por las múltiples obras de ampliación de la red, unido al acusado descenso de usuarios, Metro de Madrid inició la venta de sus parcelas susceptibles de ser urbanizadas, entre ellos las cocheras.  El plan suponía el derribo -entre otro edificios- de las Cocheras de Cuatro Caminos y su sustitución por unas nuevas, soterradas. En su lugar se prevé la construcción de aproximadamente 450 viviendas, en varios bloques y una torre. La torre, con 35 alturas en un barrio con alturas máximas de 11 plantas, se ha convertido en un controvertido proyecto por su alto impacto en la zona, además de suponer la destrucción de un patrimonio singular, como son los primeros talleres y cocheras de un Metropolitano en España.
Aunque como se explica a continuación, el plan urbanístico fue ilegalizado, las Cocheras y Talleres de Metro fueron derribadas entre marzo y junio de 2021.

## Movimiento en contra del derribo
A raíz de la demolición en octubre de 2014 de los talleres en desuso de la calle Valderribas -frente a la Nave de Motores,y también obra del arquitecto Palacios- fruto de la preocupación por el futuro de las Cocheras Históricas de Cuatro Caminos, y tras anunciar Metro de Madrid su enajenación, se formó un grupo de trabajo para estudiar, investigar y reivindicar su protección como Patrimonio Industrial. 
Este grupo acabó dando lugar a la Plataforma Salvemos Cuatro Caminos en febrero de 2015, en el seno de la asociación de defensa de Patrimonio de Madrid MCyP. Este grupo solicitó la protección del Metro de Madrid como Bien de Interés Cultural (B.I.C.) en noviembre de 2014 y ha realizado activismo web a través de redes sociales. Fue invitado a comparecer ante la Comisión de Transportes de la Asamblea de Madrid el 6 de marzo de 2015.  La Plataforma Salvemos Cuatro Caminos tenía como objetivo convertir las Cocheras en sede de un Museo de Metro, donde se pudiera recoger la colección de trenes históricos, que tras años de abandono fue restaurada parcialmente por Metro en 2019. La Dirección General de Patrimonio Cultural de la Comunidad de Madrid denegó la declaración del inmueble como Bien de Interés Cultural, por lo que la asociación Madrid Ciudadanía y Patrimonio (MCyP), recurrió la decisión. El Tribunal Superior de Justicia de Madrid desestimó el recurso judicial sobre la protección de las Cocheras como B.I.C. en enero de 2019, sin embargo, por basarse en preceptos legales inconstitucionales, dicha sentencia fue anulada en casación en junio de 2020. En marzo de 2021 fue fallada la nueva sentencia por el mismo magistrado y en el mismo sentido, por lo que cabiendo de nuevo recurso, el proceso quedó nuevamente sin resolverse. 
A finales de 2019, las Cocheras de Cuatro Caminos fueron preseleccionadas entre 14 casos de Patrimonio Europeo más amenazado (de entre más de 50 candidaturas) por la asociación internacional Europa Nostra. Este ha sido el último reconocimiento que ha recibido este sitio histórico, tras otros muchos apoyos institucionales, como World Monuments Fund, TICCIH, el Plan Nacional de Patrimonio Industrial o la Federación Europea de Patrimonio Industrial (EFAITH).
A su vez, existen otros múltiples procedimientos judiciales sobre la cuestión urbanística, concretamente sobre la legalidad del planeamiento en que se sustenta la operación urbanística. Dicho planeamiento fue tramitado como una modificación puntual del Plan General de Ordenación Urbana de Madrid (PGOUM-97) en 2011, aprobado definitivamente en junio de 2014 y no entró en vigor hasta su publicación total en el BOCM en 2018. Sobre esta base se aprobó posteriormente el Plan Parcial y la licencia de demolición, concedida en verano de 2020. 
En abril de 2021, dos sentencias declararon la nulidad total del planeamiento desarrollado por el gobierno de la Comunidad de Madrid entre 2011 y 2014. Y aunque las partes afectadas recurrieron, la legitimación del Plan Parcial y la licencia de demolición debían haber quedado suspendidas provisionalmente, según la sentencia del Tribunal Supremo que reconoce el "efecto cascada" por el que las tramitaciones que dependen de una de mayor jerarquía que fuese anulada, quedaban invalidadas automáticamente, por lo que los trabajos de demolición habrían sido presuntamente ilegales.  